# Praga V-8-H
Praga V-8-H byl československý střední tank firmy ČKD Praha z roku 1937, vyrobený pouze ve dvou prototypech. Tank je také známý pod plánovaným armádním označením ST vz. 39.

## Historie

### Vývoj tanku
Dne 30. června 1936 uzavřely firmy Škoda a ČKD dohodu o společném vývoji pěchotního tanku ŠP-IIb. Již krátce na to však obě společnosti začaly pracovat na vývoji vlastních středních tanků, založených na vyvíjeném ŠP-IIb.
Prototyp tanku firmy ČKD pod označením V-8-He byl vyvíjen od října 1936. Hlavními konstruktéry byli ing. Alexej Surin a ing. Karel Exner. Tank se vyznačoval řadou pokrokových řešení, např. planetovou převodovkou, plynotěsným přetlakovým interiérem, gyrokompasem atd. Prototyp byl dokončen v létě 1937 a poté byl podroben továrním jízdně-technickým zkouškám. Během pěti měsíců najezdil přes 3 900 km.

Dne 26. října 1937 padlo rozhodnutí Ministerstva národní obrany (MNO) o nákupu nové výzbroje pro útvary útočné vozby (čs. označení pro tankové vojsko). 21. prosince 1937 byl prototyp (ještě bez výzbroje) odeslán do Milovic k provedení první etapy armádních zkoušek. Ty probíhaly od 4. ledna do 21. května 1938, tank při nich najel 4 555 km v různě náročném terénu. Na vozidle se projevila řada poruch a provozních závad, jen málo z nich však bylo závažného rázu. Zpočátku byly problémy především s motorem, směrovými spojkami řízení a pryžovými obručemi pojezdových kol. V únoru a dubnu 1938 prodělal prototyp v mateřské továrně řadu úprav. Poté již během zkoušek vozidlo vykazovalo vysokou provozní spolehlivost. Přesto však vedení zkušebního oddělení Učiliště útočné vozby zavedení tanku V-8-He do výzbroje nedoporučilo.
Rozhodnutí o preferenci tanku Š-II-c konkurenční Škody padlo týden po schůzce u náčelníka hlavního štábu generála Krejčího. Schůzky se účastnil zástupce ČKD Dr. Jiří Hejda i zástupce Škody Dr. Karel Loevenstein. Dr. Hejda ve věci výběru tanku navštívil prezidenta Dr. Edvarda Beneše a seznámil ho s tajnými protokoly o zkouškách tanků. Následně si Beneš pozval ministra národní obrany Františka Machníka, generálního inspektora československé branné moci generála Jana Syrového a náčelníka hlavního štábu branné moci Ludvíka Krejčího. Po schůzce byla objednávka na tanky Š-II-c Škody zrušena.
Ing. Oldřich Meduna potvrzuje návštěvu Dr. Jiřího Hejdy u prezidenta Dr. Edvarda Beneše ve svých pamětech Utajené projekty Škoda. Uvádí, že Hejda kritizoval vzduchové ovládání převodovky a řízení u tanku Š II.
Od začátku zřejmé, že na zakázce se bude podílet Škoda i ČKD. Firma jejíž model neuspěl, musela platit svému konkurentu licenční poplatek.Proto koncernu Škoda na zakázce záleželo; na tankodrom do Milovic byl vyslán Ing. Oldřich Meduna s úplatkem 50 000 Kč.
V květnu 1938 vydal armádní zkušební oddíl doporučení na řadu (převážně drobných) změn konstrukce, které se ČKD snažila rychle realizovat. Firmou Škoda dodaný tankový kanón byl v červnu 1938 namontován a nastřelen.
Po vyhlášení mobilizace v září 1938 byla objednávka zvýšena na 400 kusů. Po uzavření mnichovské dohody smlouva pozbyla platnosti.
Zkoušky prototypu byly dokončeny 17. listopadu 1938. Firmě ČKD bylo vojenskou správou nabídnuto formální zařazení tanku do výzbroje pod označením Střední tank vzor 39 (ST vz. 39), což mělo pomoci při exportních nabídkách. Výměnou za to žádala armáda 5 % z prodejní ceny tanku.

### Osudy tanku po okupaci

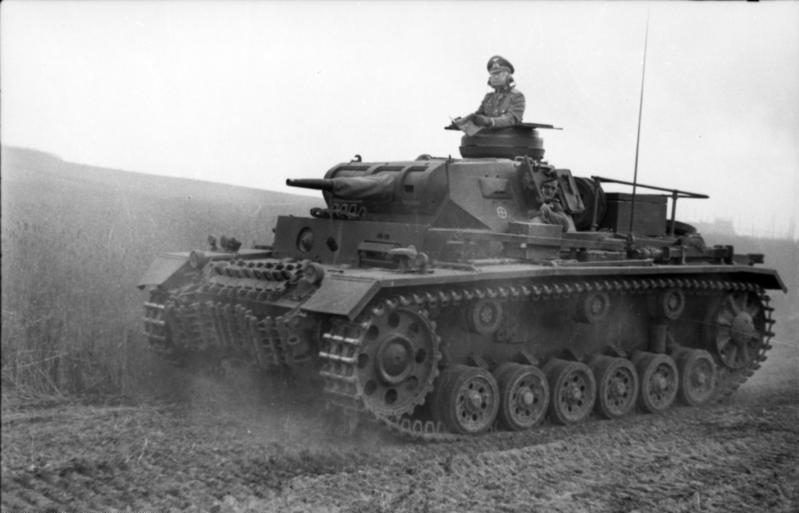
Panzer III Ausf. E
ve velitelské verzi

Po německé okupaci byl prototyp tanku odeslán ke čtrnáctidenním zkouškám do Eisenachu. Němci poté 2. listopadu 1939 objednali druhý prototyp bez věže a výzbroje, který dostal označení V-8-HII (nebo V-8-Hz). Byl dokončen v polovině roku 1940 a odeslán do zkušebního střediska v Kummersdorfu.
Původní prototyp byl firmou ČKD nabízen dalším zahraničním zájemcům. Během května 1939 zhlédla tank rumunská vojenská delegace. Na podzim 1939 byly tanky V-8-H a konkurenční Škoda T-21 (Š-IIc) podrobeny srovnávacím zkouškám v Rumunsku. Ve zkouškách oba typy uspěly, rumunská strana dala přednost objednávce typu T-21 (která se však nakonec stejně neuskutečnila). V roce 1941 byl V-8-H nabízen Italům, ani tato jednání však nebyla úspěšná.
Roku 1941 projevila zájem o licenční výrobu švédská firma Scania-Vabis. V roce 1942 však švédská armáda objednala tank Strv m/42 u domácí společnosti Landsverk. Z prodeje licence poté sešlo.
Tank byl nabízen dalším státům, např. Turecku nebo Číně, avšak bez úspěchu. Prototyp zůstal v továrně ČKD až do konce války. Krátce po jejím skončení byl sešrotován.

### Srovnání stankem Panzer III
Tank V-8-H si vedl dobře v porovnání s hlavním hypotetickým protivníkem, německým středním tankem PzKpfw III Ausf. E. Oba tanky měly přibližně stejné pancéřování, nevýhodou V-8-H byla nýtovaná konstrukce. V-8-H byl oproti PzKpfw III lehčí a rychlejší, s lepším poměrem výkon/hmotnost. Měl také nižší měrný tlak. Hlavní předností byl mnohem účinnější kanón větší ráže (47 mm oproti 37 mm). Výhodou PzKpfw III byla efektivnější pětičlenná posádka.

## Technický popis

### Určení tanku
Střední tank pro podporu pěchoty a boj s tanky protivníka.

### Trup apodvozek
Kostra z ocelových úhelníků s nýtovanými nebo šroubovanými pancéřovými plechy (u prototypu plechy z měkké oceli) o tloušťce 10–32 mm. Podvozek tvořený dvěma pojezdovými vozíky na každé straně, spojenými traverzou. Vozík měl čtyři dvojitá pojezdová kolečka a byl odpružen dvěma listovými pružinami. Vpředu se nacházelo odpružené najížděcí kolečko. Pás nesly čtyři kladky. Vpředu se nacházelo dvojité napínací kolo, vzadu bylo dvojité kolo hnací. Měrný tlak na půdu byl 0,56 kg/cm².
V trupu se nacházelo stanoviště řidiče (vpravo) a radiotelegrafisty (vlevo). Ten obsluhoval radiotelegrafní stanici vz. 35 a dále trupový kulomet. V trupu byly umístěny dvě nádrže na celkem 260 l benzínu. Ve věži bylo stanoviště velitele a střelce, oba měli vlastní kruhový poklop na stropě věže. Dále se na věži nacházela velitelská pozorovací věžička se dvěma episkopy.

### Motor apřevodovka
Praga NR, zážehový, vodou chlazený, vidlicový osmiválec.
Zdvihový objem: 14 235 cm³
Karburátor: 2× Solex TT
Nejvyšší výkon: 165 kW (225 k) při 2 200 ot/min, podle jiných zdrojů 192,2 kW (260 k)
Spotřeba: 170 l/100 km silnice, 220 l/100 km terén
Převodovka: Praga-Wilson, planetová. 5 rychlostí vpřed a 5 vzad, rychlosti od 3,5 do 45 km/h. Mechanické řazení s předvolbou.

### Výzbroj
Hlavní zbraní byl poloautomatický kanón Škoda A9 ráže 47 mm, později nahrazený vylepšeným typem A11 stejné ráže. Kanón byl lafetován ve věži. Vpravo od něj se nacházel těžký kulomet ZB vz. 37 ráže 7,92 mm. Další kulomet stejného typu byl umístěn v trupu. Zásoba munice pro kanón byla 80 granátů, pro kulomety pak 3 000 nábojů.
Plánovanou dotaci pro kanón (podle požadavků čs. armády) tvořilo 30 % protitankových a 70 % nárazových granátů.

Parametry kanónu Škoda A11:

- délka hlavně: 2 040 mm (43,4 ráží)
- úsťová rychlost: 782 m/s (protitankový granát)
- průraznost: 48 mm homogenního pancíře o sklonu 30° na 500 m (41 mm na 1 000 m)